# Nikodém (jméno)
Nikodém (zastarale Nikodým) je mužské křestní jméno řeckého původu. Pochází z řeckého jména Νικόδημος (Nikódémos), které se skládá ze dvou slov – níké (vítězství) a déma (lid). Jméno se tedy vykládá jako vítěz nad lidem. Stejný význam má rovněž jméno Mikuláš (Nikolaos). Svátek slaví dne 3. srpna.
Svatý Nikodém je postava z Nového zákona, farizeus, který byl tajným stoupencem Ježíše Krista.
Ze jména Nikodém, vzhledem k jeho užívání v Česku do konce 17. století, vzniklo velké množství příjmení. Některá pocházejí z celého jména (Nykodým, Nikodým, Nikodem, Nikodém), některá vznikla ze zastaralých tvarů bez prvních dvou písmen (Kodym, Kodým, Kodet, Kodad, Koded, Kodys), některá příjmení vznikla ze zdrobnělin z tvarů bez počátečního Ni- (Kodýtek, Kodýdek, Kodádek).
Vzácná ženská podoba tohoto jména je Nikodéma, k roku 2016 žila v Česku jediná nositelka tohoto jména.

## Domácké podoby
Mezi domácké podoby jména Nikodém patří Nik, Niki, Niky, Nikouš, Nikoušek, Nikoš, Nikodémek apod.

## Počet nositelů
K roku 2014 žilo na světě přibližně 4 775 nositelů jména Nikodem, nejvíce v Polsku, kde je 491. nejčastějším jménem a v roce 2022 bylo pátým nejoblíbenějším jménem pro novorozence. Ve variantě Nikodemus se jméno sporadicky vyskytuje v Německu, ve variantě Nykodym na Ukrajině. Další varianty jsou Nicodemus či Nicodem, ty se vyskytují převážně v Africe.
V Česku je jméno vzácné, k roku 2016 zde žilo třicet nositelů jména Nikodém, nejvíce z nich (5) se narodilo v roce 2009. Jméno se pravidelněji začalo vyskytovat až od roku 1993, předtím se narodil pouze jeden nositel v roce 1976, dříve jméno pravděpodobně neexistovalo. I když počet nově narozených až na rok 2009 nikdy nepřesáhl tři, je trend jména rostoucí, především díky nízkému průměrnému věku, který k roku 2016 činil 11 let. V historii se jméno Nikodém v Česku vyskytovalo do konce 17. století (v matričních knihách zapisováno jako Nikodym), v 18., 19. a v prvních třech čtvrtinách 20. století bylo extrémně vzácné.

## Významné osobnosti
- Nikodem Bętkowski – rakouský politik polské národnosti
- Nikodim Bokov – ruský pravoslavný duchovní
- Nikodim Čibisov – ruský pravoslavný duchovní
- Nikodem Eckert – rakouský státní úředník
- Nikodim Pavlovič Kondakov – ruský historik umění
- Nikodemos Papavasiliou – kyperský fotbalista
- Nikodemus Schnabel – německý katolický duchovní a mnich
- Nicodemus Tessin starší – švédský architekt
- Nicodemus Tessin mladší – švédský barokní architekt, urbanista a správce